# ケニー・アテュー
ケニー・アテュー（アティウとも、Kenjok "Kenny" Athiu、1992年8月5日 - ）は南スーダン出身のサッカー選手。同国代表。スリ・パハンFC所属。ポジションはFW。

## クラブ経歴
2006年にサウス・スプリングヴェイルSCのユースに加入し、2010年にトップチームへ昇格、プロデビューを果たす。
2012年にスプリングベール・ホワイトイーグルスFCへ短期移籍し、その後オーストラリア２部リーグのボックスヒル・ユナイテッドSCやハイデルベルク・ユナイテッドFCで活躍。

### メルボルン・ビクトリー
2017年10月、メルボルン・ビクトリーFCに期限付き移籍。監督のケヴィン・マスカットは、怪我や健康面からアテューはトップチームに昇格するまでに時間を要するだろうと述べたが、同年11月6日のウェスタン・シドニー・ワンダラーズFC戦で移籍後初の出場を果たした。
2018年6月18日、メルボルン・ビクトリーと2年契約を結び、正式に移籍。

## 代表経歴
アテューは南スーダンとオーストラリアの二重国籍であるが、2022 FIFAワールドカップ・アフリカ予選では南スーダン代表に召集され 、2019年9月4日の赤道ギニア戦で南スーダン代表デビュー。1-1の引き分けにアシストで貢献した。

## 私生活
スーダンで誕生したが、第二次スーダン内戦の際に難民となり。4歳の時にケニア、11歳の時にオーストラリアに渡り、最初にキーズバラ、次にノーブルパーク、その後ナレウォーレンで暮らしていた  。
アテューには7人の兄弟がおり、メルボルン・ビクトリー在籍時にはチームメイトのトーマス・デンの家族とコリングウッドに住んでいた。彼らの家族はアテューの子供の頃からの知り合いであった。  

## 個人成績
2019年8月16日現在
| クラブ               | シーズン     | リーグ       | リーグ | リーグ | FFAカップ | FFAカップ | AFC  | AFC    | Aリーグ | Aリーグ | 合計 | 合計   |
| クラブ               | シーズン     | リーグ       | 出場   | ゴール | 出場      | ゴール    | 出場 | ゴール | 出場    | ゴール  | 出場 | ゴール |
| -------------------- | ------------ | ------------ | ------ | ------ | --------- | --------- | ---- | ------ | ------- | ------- | ---- | ------ |
| メルボルンビクトリー | 2017–18      | リーグ       | 4      | 1      | 2         | 2         | 5    | 1      | 2       | 0       | 13   | 4      |
| メルボルンビクトリー | 2018–19      | リーグ       | 14     | 0      | 1         | 0         | 5    | 0      | 2       | 0       | 22   | 0      |
| メルボルンビクトリー | 2019–20      | リーグ       | 0      | 0      | 0         | 0         | 0    | 0      | 0       | 0       | 0    | 0      |
| キャリア合計         | キャリア合計 | キャリア合計 | 18     | 1      | 3         | 2         | 10   | 1      | 4       | 0       | 35   | 4      |

## タイトル

### クラブ
ハイデルベルク・ユナイテッド
- ナショナルプレミアリーグ（英語版） ： 2017
- ナショナルプレミアリーグ・ビクトリア（英語版）： 2017
- ドッカーティーカップ（英語版） ： 2017

メルボルン・ビクトリー
- Aリーグチャンピオンシップ（英語版）： 2017-18

### 個人
- ナショナルプレミアリーグ・ビクトリア 得点王： 2017